# Isaac Del Toro
Isaac Del Toro Romero (* 27. November 2003) ist ein mexikanischer Radrennfahrer.

## Sportlicher Werdegang
Isaac Del Toro wurde am 27. November 2003 in der mexikanischen Hafenstadt Ensenada im Nordwesten des Landes geboren. Seine Eltern waren selbst begeisterte Radsportler und nahm er bereits in jungen Jahren an seinen ersten Rennen teil. Dabei war er für das mexikanische Nationalteam sowohl auf der Straße, als auch am Mountainbike und im Cyclocross-Sport aktiv.
Als Junior wurde Del Toro Mitglied im A.R Monex Pro Cycling Team, einem in San Marino registrierten mexikanischen Team für Nachwuchsfahrer. Nachdem er als Junior und in der ersten Saison in der U23 noch ohne nennenswerte Ergebnisse geblieben war, schaffte er 2023 den internationalen Durchbruch. Nach Platz 10 beim Course de la Paix Grand Prix Jeseníky und der Sibiu Cycling Tour folgte der dritte Platz in der Gesamtwertung beim Giro della Valle d’Aosta. Bei der Tour de l’Avenir gewann er dann zunächst die Bergankunft der sechsten Etappe am Col de la Loze, bevor er auf der letzten Etappe mit dem zweiten Etappenplatz auch noch die Führung in der Gesamtwertung übernahm. Zusätzlich entschied er auch die Punkte-, die Berg- und die Nachwuchswertung für sich.
Anfang Oktober 2023 wurde bekannt gegeben, dass Del Toro zur Saison 2024 einen Vertrag beim UAE Team Emirates erhält. Bei seinem ersten Rennen, der Down Under Classic, sprintete er aus der Ausreißergruppe zum dritten Platz, ehe er wenige Tage später die zweite Etappe der Tour Down Under im Stile eines Finisseurs gewann und dadurch die Gesamtwertung für drei Etappen anführte. Schlussendlich beendete Del Toro sein erstes Rennen der UCI WorldTour auf dem dritten Gesamtrang und sicherte sich den Sieg in der Nachwuchswertung. Im März ging Del Toro bei Tirreno–Adriatico an den Start und belegte als Helfer von Juan Ayuso den vierten Rang in der Gesamtwertung. Nachdem er auch die Baskenland-Rundfahrt in den Top 10 beendet hatte, wurde sein laufender Vertrag nach nur vier Monaten bis ins Jahr 2029 verlängert. Kurz darauf gewann er nach einem Etappensieg mit der Vuelta Asturias sein erstes Etappenrennen als Radprofi. Im August gab er bei der Vuelta a España 2024 sein Grand-Tour-Debüt und belegte den 36. Gesamtrang. Im September wurde der bei den Straßenradsport-Weltmeisterschaften in Zürich Sechster im Straßenrennen der Klasse U23.
Zu Beginn der Saison 2025 wurde Isaac Del Toro hinter dem Polen Michał Kwiatkowski Zweiter des spanischen Schotter-Rennens der Clásica Jaén. Nachdem er in den Diensten von Juan Ayuso Sechster der Bergankunft von Tirreno–Adriatico geworden war, gewann er das italienische Eintagesrennen Mailand–Turin. Er setzte sich dabei im Schlussanstieg zur Superga vor Ben Tulett und Tobias Halland Johannessen durch. Ende April setzte er sich als Helfer von João Almeida in der Nachwuchswertung der Baskenland-Rundfahrt durch.

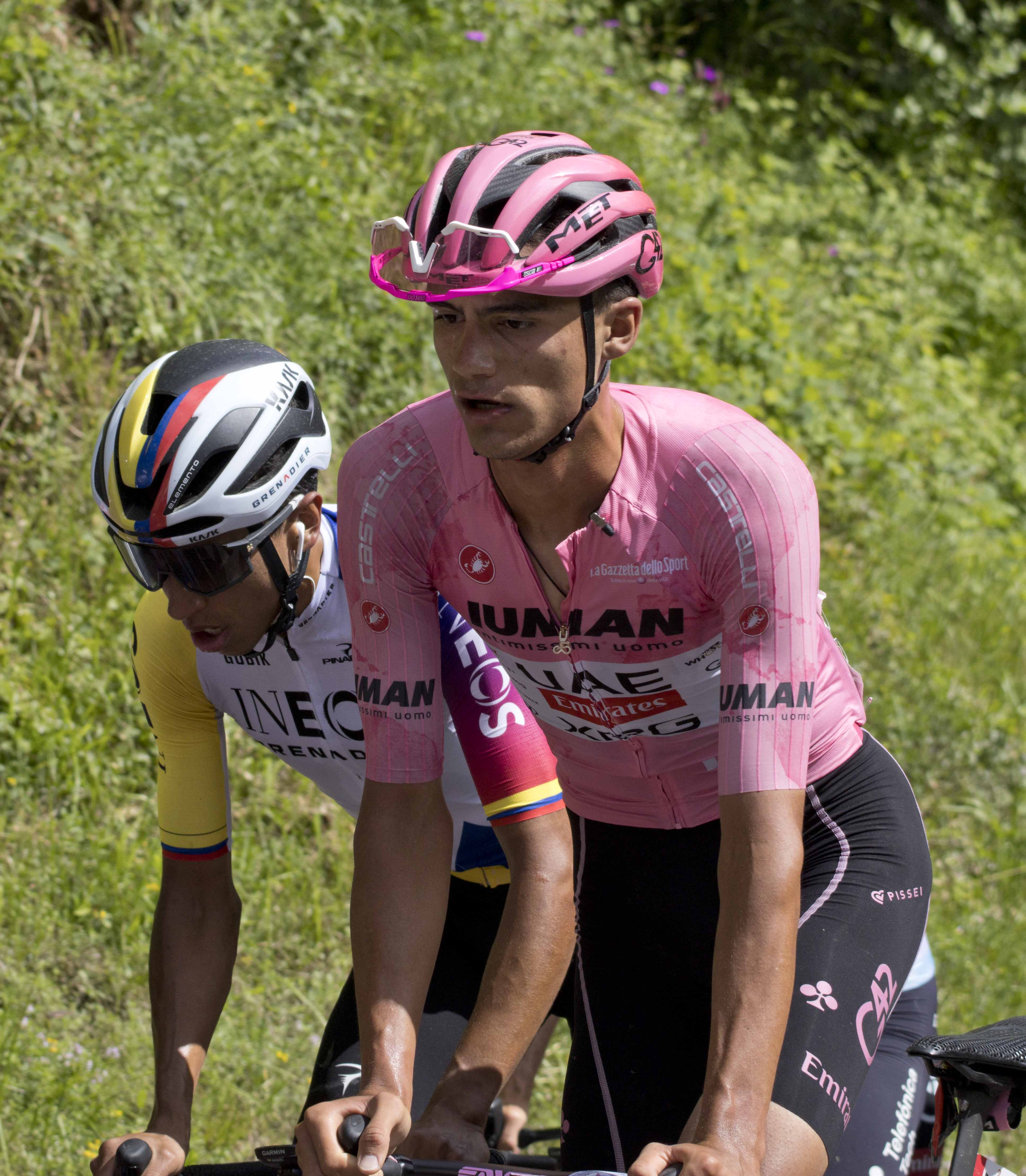
Beim Giro d’Italia 2025 führte Isaac Del Toro die Gesamtwertung für elf Tage an, ehe er die Maglia Rosa zwei Tage vor Schluss an Simon Yates abgeben musste

Beim Giro d’Italia 2025 ging Isaac Del Toro als Helfer von Juan Ayuso und Adam Yates an den Start. Auf den ersten Etappen hielt er sich schadlos und beendete die erste Bergankunft hinter Juan Ayuso auf dem zweiten Rang, womit er auf den dritten Gesamtrang vorrückte. Zwei Tage später zeigte er auf der 9. Etappe auf, die über mehrere Schotterabschnitte nach Siena führte. Als Teil der Spitzengruppe erwies er sich als einer der stärksten Fahrer und belegte hinter dem Belgier Wout van Aert erneut den zweiten Rang. Zugleich fuhr er rund eine Minute auf die restlichen Gesamtklassement-Fahrer heraus und übernahm als erster Mexikaner die Maglia Rosa. Nachdem er die Gesamtführung im zweiten Einzelzeitfahren verteidigt hatte, holte er auf den nachfolgenden Etappen mehrere Bonifikationssekunden und baute somit seinen Vorsprung vor den Alpen-Etappen auf 38 Sekunden aus. Auf der 14. Etappe profitierte er von zahlreichen Stürzen anderer Gesamtklassement-Fahrer und ging mit einem Vorsprung von einer Minute und 20 Sekunden in die abschließende Woche. Nachdem er auf der 16. Etappe viel Zeit gegenüber Richard Carapaz und Simon Yates verloren hatte, gewann er die 17. Etappe in Bormio und feierte so seinen ersten Grand Tour-Etappensieg. Sein Vorsprung gegenüber Richard Carapaz betrug zu diesem Zeitpunkt 41 Sekunden, während Simon Yates als Gesamtdritter 51 Sekunden zurücklag. Juan Ayuso hatte die Rundfahrt unterdessen bereits aufgegeben. Auf der 19. Etappe kam es erneut zum Duell mit Richard Carapaz, wo sich die beiden Spitzenreiter des Gesamtklassements kurz vor dem Ziel von den restlichen Fahrern absetzen konnten. Isaac Del Toro belegte hinter dem Ausreißer Nicolas Prodhomme den Zweiten Etappenrang und ging nun aufgrund der Zeitbonifikationen mit einem Vorsprung von 43 in den letzten Alpen-Abschnitt. Dieser führte die Fahrer über den Colle delle Finestre nach Sestriere, wobei Isaac Del Toro alle Angriffe von Richard Carapaz parierte. Er folgte jedoch nicht Simon Yates, der im Gesamtklassement rund eineinhalb Minuten zurücklag und 40 Kilometer vor dem Ziel angriff. Während sich der Brite nach und nach absetzen konnte, beäugten sich die beiden Spitzenreiter der Gesamtwertung, sodass sie auf der Passhöhe des Colle delle Finestre bereits einen Rückstand von eineinhalb Minuten aufwiesen. Da sich Isaac Del Toro und Richard Carapaz auch auf den abschließenden Kilometern nur beobachteten, beendete Simon Yates die Etappe mit einem Vorsprung von mehr als fünf Minuten und übernahm somit einen Tag vor dem Ende der Rundfahrt die Gesamtführung. Isaac Del Toro beendete den Giro d’Italia schlussendlich als bester Nachwuchsfahrer auf dem zweiten Gesamtrang, wobei sein Rückstand in der Gesamtwertung letztlich drei Minuten und 56 Sekunden betrug.
Im Anschluss an die Italien-Rundfahrt gewann Isaac Del Toro drei von fünf Etappen bei der Tour of Austria und setzte sich zugleich in der Gesamtwertung, Nachwuchswertung und Punktewertung durch. Danach siegte er auch beim Clàssica Terres de l’Ebre, ehe er wenig später den Sieg bei der Prueba Villafranca-Ordiziako Klasika seinem Teamkollegen Igor Arrieta überließ. Nach Platz fünf bei der Clásica San Sebastián feierte der erst 21-jährige Mexikaner seinen achten Saisonsieg beim Circuito de Getxo.

## Erfolge
2023
- Gesamtwertung, eine Etappe, Punkte-, Berg- und Nachwuchswertung Tour de l’Avenir

2024
- eine Etappe und Nachwuchswertung Tour Down Under
- Gesamtwertung, Punktewertung, Nachwuchswertung und eine Etappe Asturien-Rundfahrt

2025
- Mailand–Turin
- Nachwuchswertung Baskenland-Rundfahrt
- eine Etappe und  Nachwuchswertung Giro d’Italia
- Gesamtwertung, Punktewertung, Nachwuchswertung und drei Etappen Tour of Austria
- Circuito de Getxo
- Burgos-Rundfahrt

## Grand-Tour-Platzierungen
| Grand Tour            | 2024 | 2025 |
| --------------------- | ---- | ---- |
| Giro d’ItaliaGiro     | –    | 2    |
| Tour de FranceTour    | –    |      |
| Vuelta a EspañaVuelta | 36   |      |